# La Trinité-de-Thouberville
La Trinité-de-Thouberville és un municipi francès situat al departament de l'Eure i a la regió de Normandia. L'any 2014 tenia 439 habitants.

## Demografia

### Població
El 2007 la població de fet de La Trinité-de-Thouberville era de 419 persones. Hi havia 162 famílies de les quals 36 eren unipersonals (16 homes vivint sols i 20 dones vivint soles), 63 parelles sense fills, 59 parelles amb fills i 4 famílies monoparentals amb fills.
La població ha evolucionat segons el següent gràfic:
Habitants censats

### Habitatges
El 2007 hi havia 172 habitatges, 163 eren l'habitatge principal de la família, 2 eren segones residències i 7 estaven desocupats. 149 eren cases i 11 eren apartaments. Dels 163 habitatges principals, 140 estaven ocupats pels seus propietaris, 20 estaven llogats i ocupats pels llogaters i 4 estaven cedits a títol gratuït; 2 tenien una cambra, 9 en tenien dues, 20 en tenien tres, 36 en tenien quatre i 96 en tenien cinc o més. 142 habitatges disposaven pel capbaix d'una plaça de pàrquing. A 63 habitatges hi havia un automòbil i a 95 n'hi havia dos o més.

### Piràmide de població
La piràmide de població per edats i sexe el 2009 era:
| Homes | Edats   | Dones |
| ----- | ------- | ----- |
| 0     | 95 o +  | 0     |
| 0     | 90 a 94 | 0     |
| 4     | 85 a 89 | 0     |
| 4     | 80 a 84 | 0     |
| 0     | 75 a 79 | 4     |
| 4     | 70 a 74 | 12    |
| 16    | 65 a 69 | 8     |
| 20    | 60 a 64 | 16    |
| 4     | 55 a 59 | 8     |
| 8     | 50 a 54 | 12    |
| 8     | 45 a 49 | 4     |
| 24    | 40 a 44 | 16    |
| 16    | 35 a 39 | 16    |
| 20    | 30 a 34 | 32    |
| 16    | 25 a 29 | 12    |
| 4     | 20 a 24 | 4     |
| 8     | 15 a 19 | 12    |
| 12    | 10 a 14 | 12    |
| 24    | 5 a 9   | 8     |
| 20    | 0 a 4   | 12    |

## Economia
El 2007 la població en edat de treballar era de 278 persones, 203 eren actives i 75 eren inactives. De les 203 persones actives 195 estaven ocupades (107 homes i 88 dones) i 9 estaven aturades (5 homes i 4 dones). De les 75 persones inactives 27 estaven jubilades, 32 estaven estudiant i 16 estaven classificades com a «altres inactius».

### Ingressos
El 2009 a La Trinité-de-Thouberville hi havia 155 unitats fiscals que integraven 405 persones, la mediana anual d'ingressos fiscals per persona era de 23.048 €.

### Activitats econòmiques
Dels 17 establiments que hi havia el 2007, 1 era d'una empresa de fabricació de material elèctric, 1 d'una empresa de fabricació d'altres productes industrials, 7 d'empreses de construcció, 2 d'empreses de comerç i reparació d'automòbils, 1 d'una empresa de transport, 1 d'una empresa financera, 3 d'empreses de serveis i 1 d'una empresa classificada com a «altres activitats de serveis».
Dels 5 establiments de servei als particulars que hi havia el 2009, 1 era un paleta, 1 fusteria, 2 lampisteries i 1 perruqueria.
L'any 2000 a La Trinité-de-Thouberville hi havia 7 explotacions agrícoles.

## Poblacions més properes
El següent diagrama mostra les poblacions més properes.